# زكريا سامي
زكريا سامي السوداني مواليد 27 يوليو 1992 في جدة، السعودية، هو لاعب كرة قدم سعودي يلعب حالياً لنادي أبها .
كانت بداياته مع النادي الأهلي ومثله في جميع الفئات السنية ولعب للفريق الأول من عام 2012 وأعاره الأهلي لنادي هجر في يناير 2016 وبعدها انتهى عقده مع النادي الأهلي ووقع مع نادي الخليج عقد لمدة سنتين وفي عام 2018 وقع مع نادي النهضة و انتقل إلى نادي الشعلة في عام 2019. وقع عام 2020 لنادي الباطن و وانتقل إلى نادي أبها في عام 2022.

## روابط خارجية
- زكريا سامي على موقع Soccerway.com (الإنجليزية)